# John Butler Smith
John Butler Smith, född 12 april 1838 i Windham County i Vermont, död 10 augusti 1914 i Hillsborough i New Hampshire, var en amerikansk politiker (republikan). Han var New Hampshires guvernör 1893–1895.
Smith efterträdde 1893 Hiram A. Tuttle som guvernör och efterträddes 1895 av Charles A. Busiel.